# Vilanova de Sau (kommun)
Vilanova de Sau är en kommun i Spanien.   Den ligger i provinsen Província de Barcelona och regionen Katalonien, i den östra delen av landet, 500 km öster om huvudstaden Madrid. Antalet invånare är 328. Arean är 59 kvadratkilometer. Vilanova de Sau gränsar till Tavertet, Rupit i Pruit, Sant Hilari Sacalm, Espinelves, Sant Sadurní d'Osormort, Tavèrnoles och Les Masies de Roda. 
Terrängen i Vilanova de Sau är huvudsakligen kuperad.